# ホーカー ニムロッド

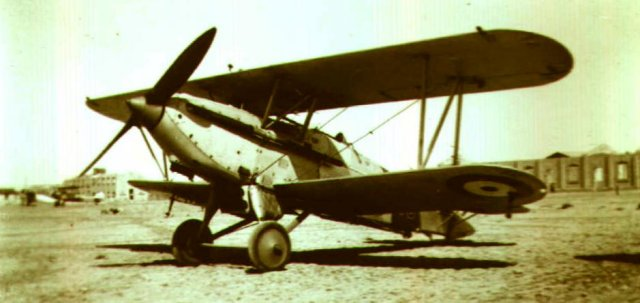
ホーカー ニムロッド Mk. I

ホーカー ニムロッド（英語:Hawker Nimrod）は、戦間期にイギリスのホーカー社で開発された単座艦上戦闘機。ニムロッドは「狩人」の意。同時期に開発されたホーカー フューリーとはよく似ており、性能もほぼ同等だが派生型ではない。

## 概要

### 開発
フェアリー フライキャッチャーの後継艦上戦闘機を求める仕様N.21/26が1926年に発行されると、ホーカー社は自社開発した空冷星型ブリストル マーキュリーエンジン装備の単座艦上戦闘機原型機フープ（Hoopoe）のエンジンをロールス・ロイスの新型水冷エンジン（後のケストレル）に置き換えることを考えた。
1930年、仕様N.21/26の改定仕様N.16/30が発行されたとき、ホーカー社はフープにロールス・ロイス F.XIエンジンを装備した社内名称ノーン（Norm）という機体を開発済みだった。ノーンは航空省に購入されニムロッドと改名された。排気管延長、上翼と後部胴体内部への浮き袋装備、ケストレルIIMSエンジンへの換装などの改設計が行われた。
1932年6月にHMS イーグルで行われた空母適合試験に合格し、続いて行われたN.16/30で求められたフロート装備による水上試験にも合格し、量産発注がなされニムロッド Mk. Iとして採用された。採用後も係留フックの追加、カタパルトフックの追加、ヘッドレストとフェアリングの追加などの小改造が実施された。1933年、仕様N.11/33が発行され機体構造の強化、主翼への後退角追加などが施されたニムロッド Mk. IIが開発され、1935年から配備された。後にMk. Iも含めてケストレルVエンジンへの換装、垂直安定板の面積拡大などが施された。

### 運用
1932年6月、HMS グローリアスの第408飛行隊とHMS イーグルの第402飛行隊がフェアリー フライキャッチャーからニムロッド Mk. Iに機種改変した。1933年の艦隊航空隊（FAA:Fleet Air Arm）の改編成により、ニムロッド Mk. IはHMS カレイジャスの第800中隊、HMS フューリアスの第801中隊、HMS グローリアスの第802中隊に配備された。
ニムロッド Mk. I/IIは1939年5月にグロスター シーグラディエータによって置き換えられるまで運用された。最後の運用飛行隊は第802中隊であった。
また、1934年には日本海軍が参考実験機として1機を輸入したが、日本海軍による試験では顕著な長所は認められなかった。日本海軍における名称はニムロッド艦上戦闘機（略符号AXH1）。

## 派生型
ノーン (Norm)
自社開発原型機で、1機が製造された。ロールス・ロイス製F.XIエンジンを装備した。
ニムロッド (Nimrod)
単座艦上戦闘機型原型機で2機（S1577、S1578）が製造された。630馬力のロールス・ロイス製ケストレル IIMS V型12気筒エンジンを装備した。
ニムロッド Mk. I (Nimrod Mk.I)
単座艦上戦闘機型で54機が製造された。車輪とフロートを交換装備可能。ケストレル IIMSエンジンを装備した。
ニムロッド Mk. II (Nimrod Mk.II)
単座艦上戦闘機型で27機が製造された。ケストレル IIMSエンジンまたは640 馬力のケストレルVエンジンを装備した。

## スペック(Mk. I)
- 全長：8.09 m[1]
- 全幅：10.23m[1]
- 全高：3.00 m
- 全備重量：1,841 kg
- エンジン：ロールス・ロイス ケストレル IIMS[1] 水冷V形12気筒 630馬力 × 1
- 最大速度：311 km/h[1]
- 実用上限高度：8,535 m
- 航続距離：300 km
- 武装
  - 7.7 mm ビッカースMk.II/Mk.IIID機関銃 × 2
  - 9kg爆弾 × 4
- 乗員 1名